# Dunavarsány megállóhely
Dunavarsány megállóhely egy Pest vármegyei vasútállomás, Dunavarsány településen, melyet Dunavarsány önkormányzata üzemeltet.

## Vasútvonalak
Az állomást az alábbi vasútvonalak érintik:
- Budapest–Kelebia-vasútvonal

## Kapcsolódó állomások
A vasútállomáshoz az alábbi állomások vannak a legközelebb:
- Taksony vasútállomás (Budapest–Kelebia-vasútvonal)
- Délegyháza vasútállomás (Budapest–Kelebia-vasútvonal)

## Megközelítése tömegközlekedéssel
Helyközi busz:  652, 655, 656, 664

## Forgalom
| Járat | Útvonal | Gyakoriság |
| ----- | --- | ---------- |
|       | A vonalon a vasúti szolgáltatás szünetel, a vonatok helyett a Volánbusz járatai közlekednek. A legközelebbi buszmegálló: Dunavarsány, vasútállomás |            |